# 中原啓吾
中原 啓吾（なかはら けいご、1986年8月22日 - ）は、日本のアスレティックトレーナー、コンディショニングコーチ。千葉県船橋市出身。
プロ野球・福岡ソフトバンクホークスや東京ヤクルトスワローズでのトレーナーを経て、ATサロン代表を務める。

## 経歴
2005年に成田高校、2009年に早稲田大学スポーツ科学部を卒業。大学院に進学し、早稲田大学スケート部ホッケー部門のアスレティックトレーナーを務める。
2010年に大学院を退学し、プロ野球・福岡ソフトバンクホークスにリハビリ担当として入団。リハビリ組のトレーニングの計画を手掛けていたことから、2015年、2016年は二・三軍でのトレーニング担当になり、ユニフォームを着用しての指導となった。なお、2015年は「3軍コンディショニングコーチ」としてコーチ登録され、背番号も与えられている。2016年シーズンをもって退団。
2017年からは東京ヤクルトスワローズに所属し、二軍のチーフトレーナーを務めた。プロ野球でちょうど10年間務めたことを機に、2019年をもって退団した。
ヤクルト在籍時に大学院に復学し、2019年に卒業している。修士論文は「成長期野球選手の肘の発育と身体成熟度の関係について」。
2020年よりフリーランスでの活動となり、2021年より恵比寿駅近くに「ATサロン」を開業。また、2020年よりフリーランス養成スクール「Ascenders College」ディレクター、2021年より西武台高等学校硬式野球部コンディショニングコーディネーター、社会人野球・王子硬式野球部コーディネーター、2023年よりサッカークラブ・クリアソン新宿コーディネーターを務める。

## 詳細情報

### 背番号
- 08（2015年[2]）